# Zgrada Sumpornih toplica u Splitu
Zgrada Sumpornih toplica u Splitu, Hrvatska, nalazi se na adresi Marmontova/Neretvanska. U zgradi su smještene splitske sumporne toplice.

## Opis dobra
Građena je od 1901. do 1903. godine. Arhitekt je bio Kamilo Tončić. Zgrada sumpornog kupališta s arhitektonskom plastikom svojih pročelja te unutrašnjim uređenjem, najljepši je i najkvalitetniji primjer secesijske arhitekture u Splitu. Projekt je 1901. godine napravio splitski arhitekt Kamilo Tončić po povratku sa školovanja u Beču. Ova monumentalna trokatna uglovnica nije u potpunosti izvedena (1903.) prema izvornom Tončićevu projektu, što je vidljivo u tlocrtnom rasporedu, dimenzijama i u dekoraciji pročelja, koji su nešto skromniji od predviđenog. U unutrašnjosti treba istaknuti dvoranu s izvrsno očuvanim secesijskim štukaturama u obliku školjki, stiliziranih cvjetova, sa zidnim plohama koje bojom oponašaju mramor, podnim pločicama koje su ukrašene rubnim vijencem, kao i stubišnu ogradu od kovanog željeza. Zgrada Sumpornog kupališta izuzetan je primjer secesijske arhitekture u Splitu i Dalmaciji, sagrađena na prirodnim sumpornim izvorima.

## Zaštita
Pod oznakom Z-5327 zavedena je kao nepokretno kulturno dobro - pojedinačno, pravna statusa zaštićena kulturnog dobra, klasificiranog kao profana graditeljska baština.

## Vanjske poveznice
|  | Zajednički poslužitelj ima još gradiva o temi Zgrada Sumpornih toplica u Splitu |